# Esteve Suñol i Gasòliba
Esteve Suñol i Gasòliba (Barcelona, 14 de gener de 1858 - ibídem, 19 de març de 1913) fou un escriptor i enginyer català.
Fill de Esteve Suñol Botey taverner natural de Teià i de Rosa Casòliva Rovira natural de Solsona. Era consogre de Martí Genís i Aguilar (farmacèutic i escriptor vigatà): el seu fill Víctor Suñol Alcalde es va casar amb Montserrat Genís i Arumí. Fou molt afeccionat a l'excursionisme de caràcter científic. La seva activitat com a crític musical a La Renaixença i a La Veu de Catalunya contribuí a fomentar l'interès per la música wagneriana al país. També fou autor de breus narracions literàries. I d'un "Llibre de Memòries" Barcelona Llibreria de Francesch Puig.(any 1903 - 380 pàgs.)